# Culto à personalidade de Nicolae Ceaușescu

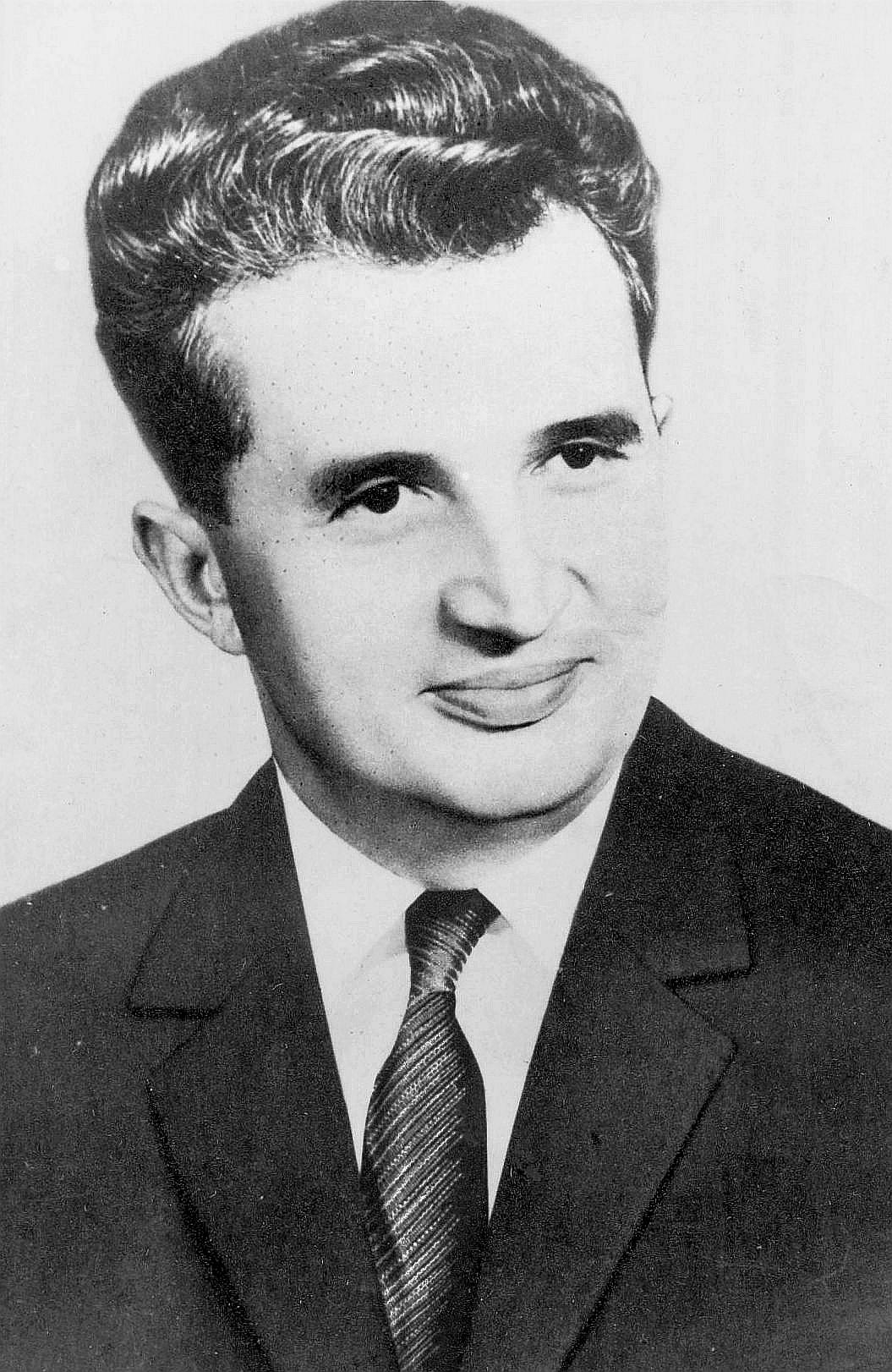
Retrato de Nicolae Ceauşescu

Durante a Guerra Fria, o presidente romeno Nicolae Ceauşescu presidiu o mais perverso culto da personalidade dentro do Bloco do Leste. Inspirado pelo culto à personalidade envolvendo Kim Il-sung na Coreia do Norte, que começou com as Teses de Julho de 1971 que reformaram a liberalização da década de 1960 e impôs uma rígida ideologia nacionalista. Inicialmente, o culto à personalidade foi apenas focado no próprio Ceauşescu. No início da década de 1980, no entanto, a sua mulher, Elena, uma das poucas mulheres de um líder Comunista a se tornarem uma potência por si mesma —também foi um foco do culto.

## Origem
As primeiras sementes do culto à personalidade podem ser encontradas na aclamação de Ceauşescu após seu discurso no qual ele denunciou a invasão da Checoslováquia em 1968. A partir dessa data houve uma crescente identificação da Romênia com Ceauşescu, tanto na mídia romena e nas declarações de outros oficiais. O real início do culto, porém, veio após a visita de Ceauşescu à China e à Coreia do Norte em 1971. Ele ficou particularmente impressionado com a forma altamente pessoal em que a China de Mao tsé-tung e da Coreia do Norte de Kim Il-sung eram governadas, bem como os cultos de personalidade em torno deles.
O antecessor de Ceauşescu, Gheorghe Gheorghiu-Dej, tinha sido objeto de um culto à personalidade. No entanto, o culto em torno de Ceauşescu foi bem além de qualquer coisa que envolveu Gheorghiu-Dej, com um observador descrevendo-o como um "regime sultanístico."

## Características
Ceaușescu tornou-se presidente do Conselho de Estado em 1967, fazendo dele chefe de estado, de jure e de facto. Em 1974 ele teve seu posto melhorado para um posto executivo de pleno direito, o de Presidente da República. Àquela época, a ele foi dado um "cetro Presidencial" inspirado em reis. Salvador Dalí o parabenizou pelo seu novo cetro em um telegrama publicado pela imprensa estatal romena, que não havia notado o sarcasmo na observação.
Adicionalmente, Ceaușescu foi presidente do Conselho Supremo para o Desenvolvimento Econômico e Social, presidente do Conselho Nacional do Povo Trabalhador e presidente da Democracia Socialista e Frente Unida.
Desde os primeiros anos, alunos aprendem poemas e canções em que o 'partido, o líder e a nação" são exaltados.
O propósito do culto foi de fazer qualquer oposição pública a Ceaușescu impossível, porque ele era considerado por definição a ser infalível e acima de qualquer crítica.

## Retrações midiáticas
Ceaușescu começou a ser representado pela mídia romena como um gênio teórico comunista que deu contribuições significativas para o Marxismo-Leninismo e um líder político cujo "pensamento" foi a fonte de todas as realizações nacionais. Seus trabalhos coletados foram republicados em intervalos regulares e traduzidos para diversos idiomas. Os trabalhos eventualmente atingiram dezenas de volumes e eram onipresentes nas livrarias romenas.  Elena era retratada como a "Mãe da Nação". Ao que tudo indica, sua vaidade e seu desejo por honrarias excederam as do seu marido.
A mídia usou a expressão "era de ouro de Ceaușescu" e uma plenitude de designações estereotipadas tais como "o garantidor do progresso e da independência da nação" e "visionário arquiteto do futuro da nação". Dan Ionescu, um escritor para a Rádio Free Europe, compilou uma lista de epítetos para Ceaușescu que eram usados por escritores romenos. Alguns exemplos como: "arquiteto", "corpo celestial" (Mihai Beniuc), "demiurgo", "deus secular" (Corneliu Vadim Tudor), "abeto", "Príncipe encantado" (Ion Manole), "gênio", "santo" (Eugen Barbu), "milagre", "estrela da manhã" (Vasile Andronache), "navegador" (Victor Nistea), "salvador" (Niculae Stoian), "sol" (Alexandru Andriţoiu), "titã" (Ion Potopin) e "visionário" (Viorel Cozma).  Ele era mais comumente descrito como o Conducător, ou "o líder."
Entretanto, ele também era descrito como sendo um homem de origem humilde, que havia subido ao topo através de seu próprio esforço, então sendo ligado simbolicamente aos heróis folclóricos na história romena, como Horea e Avram Iancu.
Não surpreendentemente, os Ceaușescus se preocuparam enormemente com sua imagem pública. A maioria de suas fotos os mostravam no auge dos seus 40 anos. A TV estatal romena estava sob estritas ordens para retratá-los na melhor iluminação possível. Por exemplo, produtores tiveram que tomar um grande cuidado para assegurar que a altura de Ceaușescu de 1,65 m fosse nunca enfatizado em tela. Elena nunca foi vista de perfil pelo seu nariz alongado e sua aparência geral caseira. As consequências para quem quebrasse essas regras eram severas: um produtor mostrou imagens de Ceaușescu piscando e balbuciando, sendo banido por três meses.
Ao mesmo tempo, as ubíquas fotografias de Ceaușescu todas representavam uma única foto em que ele aparece em meio-perfil, com apenas uma orelha à mostra. Após uma piada ter sido espalhada sobre esta foto ser o retrato "em uma orelha" (expressão romena que significa "estar louco"), as fotografias de perfil foram consideradas impróprias e os retratos substituídos por novas fotografias em que ambas as orelhas estão visíveis.

## Artes e literatura

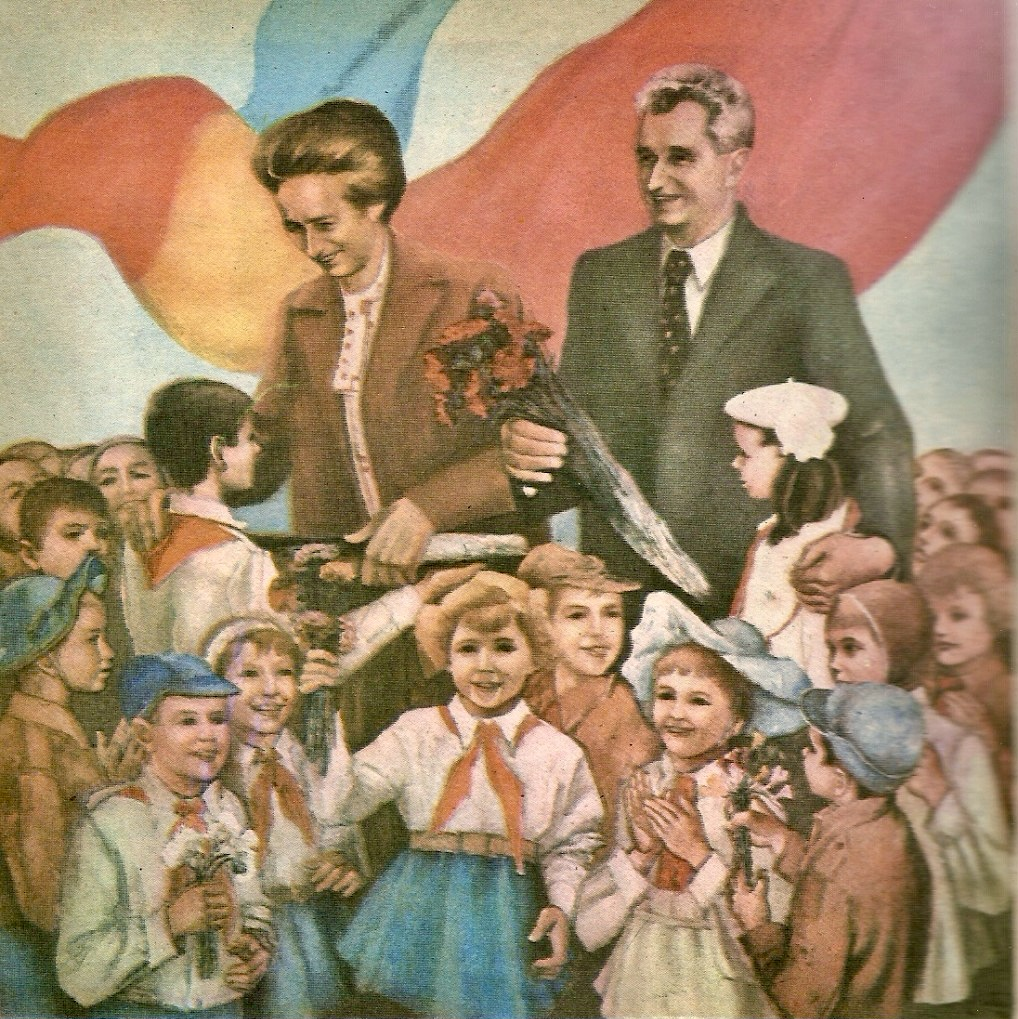
O imagem em ano 1980.

Intelectuais foram chamados para expressarem sua apreciação a Ceaușescu. Em 1973 um grande tomo chamado Omagiu ("Homenagem") foi publicado em seu louvor. Na década de 1980, volumes anuais de louvor por intelectuais romenos foram publicados, contendo prosa, poesia e canções. Estes volumes foram publicados na data de aniversário de Nicolae que era um feriado nacional.
Artistas tais como o pintor Sabin Bălașa retratavam Ceaușescu em obras de arte comissionadas pelo estado.

## Dissidência

### Entre a sociedade civil

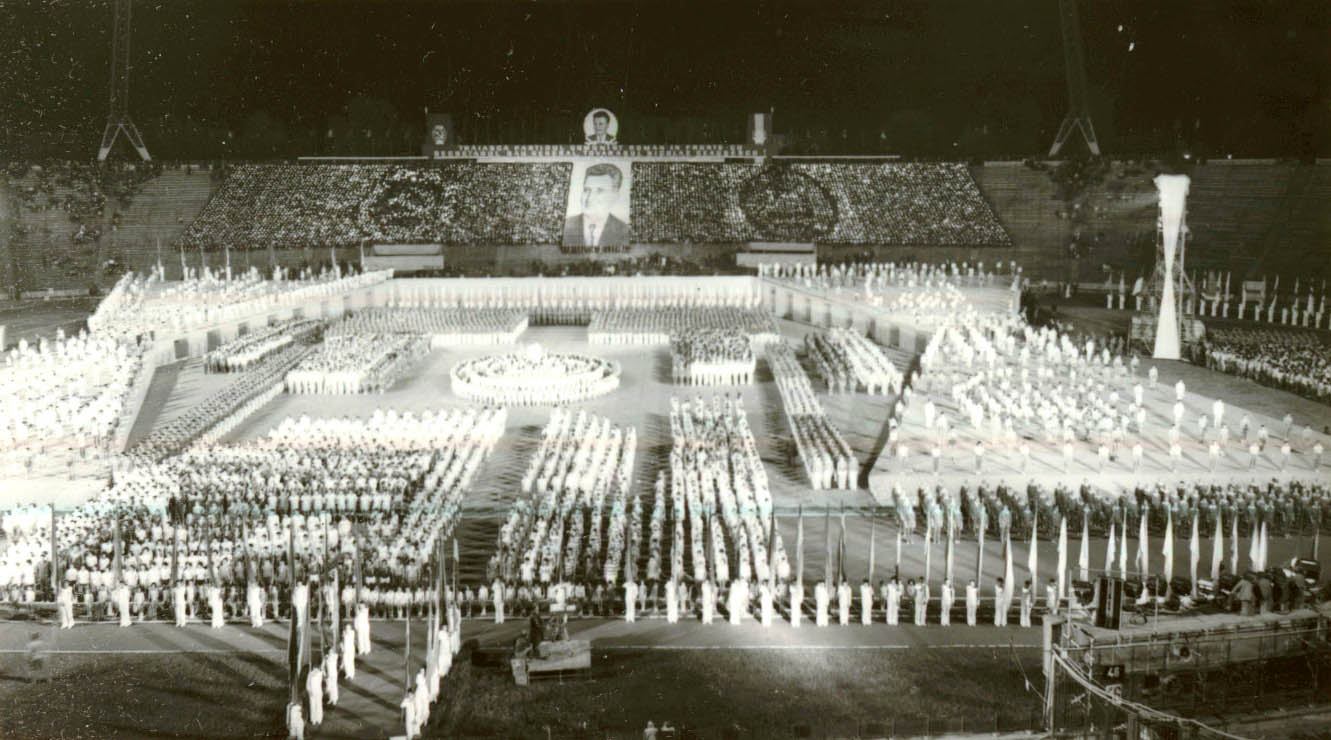
Um comício em 1978

De acordo com o dissidente Mihai Botez, a principal razão por que poucas pessoas estavam dispostas a abertamente expressarem dissidência não era apenas um problema de bravura, mas também de uma análise custo-benefício: muitas pessoas perceberam que se expressando não ia atingir o bem organizado regime, porque eles iriam sofrer as consequências por terem agido assim, tais como serem expulsos da universidade, serem exilados internamente ou forçados a deixarem o país.
Esse problema também foi aumentado pelo fato de que até o fim dos anos 80, países ocidentais tinham boas relações com Ceauşescu e não se importavam com os problemas internos da Romênia. A admiração pelas políticas independentes romenas expressada pelos Estados Unidos da América, Reino Unido, França e Japão desencorajavam a oposição. Mihai Botez disse que ele sentiu que, por anos, dissidentes como ele eram percebidos como "inimigos o Oeste" porque eles estavam tentando distanciar Ceaușescu dos EUA.
O apoio ocidental para Ceaușescu terminou com a ascensão de Mikhail Gorbachev em 1985, quando Ceaușescu findou de ser relevante para o mundo e países ocidentais o criticaram por sua falta de vontade de implementar sua própria versão de perestroika e glasnost.

### Entre o Partido Comunista
Havia pouca dissidência entre o Partido Comunista Romeno. Um incidente grave ocorreu em novembro de 1979 durant o Décimo Segundo Congresso do Partido Comunista, quando um oficial idoso de alto escalão, Constantin Pîrvulescu, acusou o Congresso de fazer pouco para resolver os problemas existentes dentro do país, porque em vez estava preocupado em perpetuar a glorificação de Ceaușescu. Após isso, ele foi expulso do Congresso e colocado sob forte vigilância e prisão domiciliar.

## Legado
Até o momento dos eventos de 1989, o Partido Comunista - e, de fato, virtualmente todas as outras instituições na Romênia - estiveram completamente subordinadas à vontade de Ceaușescu.  Isso foi em contraste com a situação em outros países comunistas. A maioria dos líderes dos Partidos Comunistas em exercício estavam meramente em primeiro entre iguais, mesmo com o grande poder que veio com seus postos. Embora Ceaușescu fosse um nacional comunista, seu absoluto controle sobre o país e a difusão do culto levou vários observadores não-romenos a descrever seu regime como uma das coisas mais próximas do antigo regime Stalinista.
Em parte devido à subordinação do PCR a Ceauşescu, ele desapareceu após o resultado da Revolução romena. Ele nunca foi revivido, e nenhum partido que alegava ser o seu sucessor conseguiu ganhar assentos no Parlamento Romeno.
Devido ao culto à personalidade e, junto com ela, a concentração de poder nas mãos da família Ceauşescu, muita da frustração do povo romeno se direcionou pessoalmente contra Nicolae Ceauşescu em vez do aparato político do Partido Comunista como um todo. É por isso que o vencedor das eleições gerais de 1990 foi a Frente de Salvação Nacional, composta em grande parte de ex-membros do Partido Comunista.